# Tyge Rothe (gartner)
 Der er flere personer med dette navn, se Tyge Rothe (flertydig).
Tyge Rothe (13. september 1834 – 19. oktober 1887) var en dansk gartner.
Tyge Rothe var søn af etatsråd Rudolph Rothe. På grund af en nervelidelse måtte han forlade den studerende bane, hvorfor han forlod latinskolen og kom i lære hos handelsgartner Ludvig Hansen i København. Læretiden afsluttedes med et ophold i Rosenborg Driverihave, hvor han i 1853 bestod gartnereksamen.
Efter i 4 år at have været medhjælper i Botanisk Have tiltrådte han, til dels med offentlig understøttelse, en flerårig udenlandsrejse. Han arbejdede et år som medhjælper i den botaniske have i Berlin og rejste derefter gennem Sachsen og Bayern og efter et længere ophold i Wien over Schweiz og Norditalien til Paris, hvor han blev ansat i den botaniske Have ved Luxembourgslottet. I 1859 rejste han over Belgien med ophold i Brussel og Gent over Hannover tilbage til Danmark.
Samme år blev han ansat som assistent ved den kongelige Veterinær- og Landbohøjskoles Haver og botaniske undervisning, og foruden at han var en søgt manuduktør for højskolens elever, holdt han i disse år forelæsning over havebrug for eleverne ved Rosenborg Gartnerlæreanstalt. 1867 fik han udnævnelse som slotsgartner på Rosenborg, i hvilken stilling han forblev indtil sin død.
Rothe foretog flere gennemgribende forbedringer ved omdannelse og nybygning i driverihaven og fornyelse af frugttræbestanden i frugthaven. Hans sjældne evner som administrator havde en gavnlig indvirkning på den ånd, der herskede på læreanstalten, og hans klare og grundige forelæsninger fulgtes med stor interesse af de mange elever, der i de 20 år søgte deres uddannelse i haven. Foruden at han har skrevet en mængde større og mindre afhandlinger om gartneriske emner i forskellige tidsskrifter, udgav han i 1885-86 1.-2. dels 1. halvbind af Grundlag for Vejledning i Plantedrivning (2. dels 2. halvbind, som udkom efter hans død 1890, er udarbejdet af hans eftermand som slotsgartner, C.F. Paludan). Sammen med brygger J.C. Jacobsen udgav han 1879 en Beskrivelse af Væxthusene i Universitetets botaniske Have.
I forskellige foreninger og selskaber holdt Rothe ofte foredrag om emner fra planteriget og havebruget. En mængde tillidshverv blev Rothe betroet; i 1871 var han således tilforordnet "Komiteen for Anlægget af den botaniske Have i Kjøbenhavn", 1875 fungerede han som dansk regeringskommissær ved den internationale Havebrugsudstilling i Køln, og 1880 valgtes han til borgerrepræsentant i København.
Desuden var Rothe en del år medlem af Det kongelige danske Haveselskabs bestyrelse og formand for Gartnernes Hjælpeforening.
27. marts 1866 ægtede Rothe Thalia Rothe (født 14. december 1842 i Sorø), datter af sognepræst Wilhelm Rothe og dennes 2. hustru.